# مصطفى لبيب عبد الغني
مصطفى لبيب عبد الغني أحد أبرز أساتذة الفلسفة الإسلامية وتاريخ العلوم في الوطن العربي. ولد بمحافظة المنيا بمصر في 17 سبتمبر 1939م، وظل بها حتى حصل على شهادة البكالوريا ثم سافر إلى القاهرة للالتحاق بقسم الفلسفة في كلية الآداب بجامعة القاهرة حتى تخرج وحصل على ليسانس الفلسفة بتقدير جيد جداً عام 1960. درس دبلوم التخصص في العلوم الاجتماعية والجنائية عام 1962 في المركز القومي للبحوث الاجتماعية والجنائية بالقاهرة. حصل على ماجستير «فلسفة إسلامية» بتقدير ممتاز عام 1977- كلية الآداب – جامعة القاهرة، ودكتوراه «فلسفة العلوم العربية» بمرتبة الشرف الأولى عام 1984 من كلية الآداب بجامعة القاهرة.

## مؤلفاته
- «في منهج البحث العلمي عند جابر بن حيان»، مجلة «المجلة»، القاهرة 1963.
- «في العلوم عند العرب»، مجلة «الفكر المعاصر»، القاهرة 1970.
- «مصباح ديوجين والبحث عند التعليم» مجلة «الفكر المعاصر»، القاهرة 1971.
- «مفهوم المعجزة في فلسفة ابن رشد» – بحث مقدم للمؤتمر الدولي عن الحضارة الأندلسية، بكلية الآداب في جامعة القاهرة، ومنشور بمجلة الكلية، عام1993.
- «صورة الكون عند الإمام علي بن أبي طالب – أو – بزوغ العقل الفلسفي في الإسلام»، مجلة كلية الآداب، جامعة القاهرة، عام 1997.
- «الطب الإكلينيكي عند أبي بكر الرازي»، مجلة كلية الآداب – جامعة أسيوط، عام 1998.
- «الكليات لابن رشد: تحليل ونقد»، مجلة كلية الآداب – جامعة القاهرة، عام 2000.
- «ببليوجرافيا» أعمال رفاعة الطهطاوي، المجلس الأعلى للثقافة، القاهرة، 2002.
- «البعث الفلسفي في مصر»، بحث منشور بالعدد الثاني من مجلة «الفلسفة والعصر» المجلس الأعلى للثقافة بالقاهرة، 2002.
- «الشكوك على جالينوس بين أبي بكر الرازي وابن رشد» – بحث بالمؤتمر الدولي الذي عقده المجلس الأعلى للثقافة عن «ابن رشد» عام 2003، ونُشر بالعدد الخامس من مجلة «تراثيات»، دار الكتب المصرية.
- «ملاحظات على دراسة ولفسون لعلم الكلام عند المسلمين» – بحث منشور بالعدد الثالث من مجلة «الفلسفة والعصر»، المجلس الأعلى للثقافة بالقاهرة، 2004 .
- «الأخلاق الطبية في تراثنا الإسلامي» بحث منشور بالعدد السادس من مجلة «تراثيات»، دار الكتب المصرية، القاهرة، 2004 .
- «الوهم الصهيوني» لـ«ولترستيس»، ترجمة وتقديم، مجلة «وجهات نظر»، عدد أكتوبر 2004 .
- «فتاوي الإمام محمد عبده»، بحث منشور بمجلة «وجهات نظر» عدد يوليو 2005.
- «نصوص يونانية مفقودة حفظتها الترجمات العربية»، مجلة كلية الآداب – جامعة القاهرة، مجلد 64.
- «هوميروس في المصادر العربية» – بحث بالمجلس الأعلى للثقافة – مؤتمر الترجمة 2004.
- «نظرية العلم عند ابن خلدون» بحث بالمؤتمر الدولي «ابن خلدون ومنابع الحداثة» المنعقد بتونس – ومنشور بمجلة كلية الآداب – جامعة القاهرة المجلد 65 العدد (2)، 2005، «وبيت الحكمة» بتونس،2007م
- «ترسيخ المصطلح الطبي في القرنين التاسع والعاشر الميلاديين»، العدد الثاني من دورية «لوجوس»، مركز اللغات الأجنبية والترجمة التخصصية بجامعة القاهرة، 2006.
- «دور الفلسفة في استثارة الوعي السياسي»، بحث بالعدد الخامس من مجلة الفلسفة والعصر، المجلس الأعلى للثقافة، بالقاهرة، 2006.
- «عبد الرحمن بدوي شيخ المحققين لتراث الفلسفة الإسلامية»، بحث بالعدد السابع من مجلة «تراثيات» دار الكتب المصرية، 2006.
- «المشترك بين الأديان – رؤية إسلامية» – بالإنجليزية والعربية، ضمن بحوث «المشترك الثقافي الدولي» جامعة القاهرة، 2006.
- «الثمرة المرضية في المسيرة الطهطاوية – أول ترجمة عربية للنصوص الميثولوجية» بحث بالعدد الثالث، بدورية لوجوس، القاهرة 2007.
- «التواصل العلمي للحضارة الإسلامية – حسن العطار نموذجاً» بحث ضمن أعمال مؤتمر الفلسفة الإسلامية (تاريخ وفلسفة العلوم)، بكلية دار العلوم، جامعة القاهرة، 2007.
- «ابن خلدون وتأسيس علم العمران البشري» بحث منشور بالمجلد 68 العدد (2)، مجلة كلية الآداب، جامعة القاهرة، يناير 2008.
- «ترجمة النص الفلسفي عند عثمان أمين» بحث منشور بدورية لوجوس، العدد الرابع، 2008.
- «رؤية آدم متز للحضارة الإسلامية»، بحث منشور بمجلة تراثيات – العدد العاشر، دار الكتب المصرية، 2008.
- «عن عالمية الثقافة الإسلامية – حكمة أندلسية في ثوب مشرقي» – بحث ألقى بالمؤتمر الدولي عن «أثر الأندلس في المشرق» – جامعة الأزهر، عام 2008.
- «دور المستشرقين الإسبان في نشأة وتطور الجامعة المصرية»، بحث ألقى بجامعة مدريد المركزية، أبريل 2009.
- «مفهوم التقدم في الثقافة الإسلامية» – مجلة المعهد المصري للدراسات الإسلامية، مدريد، مايو 2009.
- «مفهوم الإصلاح عند زكريا إبراهيم»، بالعدد السادس من مجلة الفلسفة والعصر، المجلس الأعلى للثقافة، القاهرة 2009.
- «ما بعد الترجمة» بحث بالمؤتمر الدولي الذي عقده المركز القومي للترجمة، 2009.
- «جهود كامل الكيلاني في دراسة الأدب العربي»، مجلة تراثيات، العدد الثاني عشر، دار الكتب المصرية، 2009.
- " الحوار بين الأديان من وجهة نظر إسلامية (باللغة الإنجليزية) – معهد كومبو الإيطالي بالقاهرة، اكتوبر2009.
- «موقف محمود أمين العالم من دراسة التراث» (باللغة الإنجليزية) – بحث بالمؤتمر الدولي الثاني، بعنوان: آفاق جديدة في الدراسات الإسلامية – بين مصر واليابان، القاهرة ديسمبر 2009.
- «المشترك الثقافي بين الحضارتين الهندية والعربية»، بحث باللغة الإنجليزية، نيودلهي، الهند، ديسمبر2008 (ضمن منتدى الشراكة الهندي العربي، برعاية جامعة الدول العربية).
- «المشترك الإنساني عند ابن عربي» بحث بالمؤتمر الدولي عن ابن عربي بدار الكتب المصرية، القاهرة 2009.
- «عن ميراث الترجمة والتأليف العلمي عند العرب» بحث بالمؤتمر الدولي عن الترجمة بالمركز القومي للترجمة 2010.
- «مفهوم البداوة عند ابن خلدون» بحث بمؤتمر «البدو في الوطن العربي عبر العصور»، الجمعية المصرية للدراسات التاريخية، المجلس الأعلى للثقافة، 2010.
- «السانسيمونية» «جسر بين الثقافتين الفرنسية والمصرية» بحث بالمؤتمر الدولي الذي عقده المجلس الأعلى للثقافة، القاهرة،2010.
- «مفكر مصري يجرؤ على السؤال» بحث ضمن الكتاب التذكاري المهدي إلي الدكتور/ أحمد صبحي، الإسكندرية،2010.
- «المستشرقون في دار الكتب المصرية» بحث بالمؤتمر الدولي المنعقد بدار الكتب المصرية، 2011.
- «مفهوم السببية عند الغزالي» بحث بالمؤتمر الدولي المنعقد عن الإمام الغزالي – بيت الحكمة، تونس 2011.
- «دور الترجمة في التواصل بين الحضارة الإسلامية والحضارات الأخرى» بحث بمؤسسة الثقافة والعلوم بالدوحة، قطر 2011.
- " عن الترجمات اللاتينية للعلم العربي في العصر الوسيط" دورية لوجوس"، مركز اللغات الأجنبية والترجمة التخصصية بجامعة القاهرة، 2011.
- «المشترك الإنساني بين ابن عربي والأمير عبد القادر الجزائري»، بحث بالمؤتمر الدولي المنعقد بتلمسان، الجزائر، 2012.
- «إعادة ترجمة النص العلمي اليوناني وكثرة الشروح والتعليقات عليه في العلم العربي» بحث بالمؤتمر الدولي الذي عقدته «الجمعية المصرية للدراسات اليونانية واللاتينية بالاشتراك مع جامعة مانشيستر»، القاهرة 2012.
- «رؤية محمد عبده للدولة المدنية»، العدد الأول، مجلة الفكر المعاصر، الإصدار الثاني 2013، الهيئة العامة للكتاب بالقاهرة.
- «دور الاستشراق الإيطالي في رعاية الثقافة العربية»، بحث مطول مقدم إلي جامعة روما الثانية، ضمن احتفالية المركز الثقافي المصري بروما باللغة العربية لغة عالمية، ديسمبر 2013.
- «دور الإسلام في تكوين القيم الروحية والثقافية في آسيا الوسطى» بحث مقدم إلي وكالة الأديان بجمهورية كازاختسان، أستانا، مايو 2014.
- «عبقريات العقاد» بحث منشور بمجلة «العربية»، الرياض، 2013.
- «الزهراوي فخر الجراحة العربية» بحث منشور بمجلة «العربية» الرياض، 2014.
- دراسة لرسالة رفاعة الطهطاوي «القول السديد في الاجتهاد والتقليد»، العدد الثاني من مجلة الفكر المعاصر، الهيئة المصرية العامة للكتاب، 2015.

## كتبه المنشورة
- «الكيمياء عند العرب»، دار الكاتب العربي، القاهرة 1967 (حصل على جائزة البحوث العلمية المتميزة، كلية الآداب، جامعة القاهرة، 1974).
- «كليوباترا» لإميل لودفيج – ترجمة، الهيئة المصرية العامة للتأليف والنشر، القاهرة 1970، والطبعة الثانية بمراجعة على الأصل الألماني، المركز القومي للترجمة، 2011.
- «الطبيعيات عند الرواقيين»، دار الثقافة للنشر والتوزيع، القاهرة 1994.
- «التصور الإسلامي للطبيعة»، الضرورة والاحتمال عند جابر بن حيان، دار الثقافة للنشر والتوزيع، القاهرة، 1994.
- «المعجزة بين الفلسفة والدين»، دار الثقافة للنشر والتوزيع، القاهرة،1994.
- «دراسات في تاريخ العلوم عند العرب» (مقدمات وبحوث)، دار الثقافة للنشر والتوزيع، القاهرة 1994، ط رابعة 2006.
- " في منهج البحث الطبي عند أبي بكر الرازي "، دار الثقافة للنشر والتوزيع، القاهرة 1994، ط ثانية 1999 (حصل على جائزة المنظمة الإسلامية للعلوم الطبية من " مؤسسة التقدم العلمي بالكويت عام 1994).
- «مفهوم الوطنية عند الإمام محمد عبده»، دار الثقافة للنشر والتوزيع، القاهرة 1998.
- «الكيمياء في الحضارة الإسلامية»، دار الثقافة للنشر والتوزيع، القاهرة 1999 .
- «دور الزهراوي في تأسيس علم الجراحة»، دار الثقافة للنشر والتوزيع، القاهرة، 2000.
- «نصوص واصطلاحات فلسفية عربية»، دار الثقافة للنشر والتوزيع، القاهرة 2001.
- " المعرب والدخيل في كتاب" مناهج الألباب المصرية في مباهج الآداب العصرية " للطهطاوي، المجلس الأعلى للثقافة، القاهرة 2003.
- أثر إنجازات العرب في الحضارة الإسلامية " (الطب والصيدلة من سنة 123هـ إلى 177هـ)، المنظمة العربية للتربية والثقافة والعلوم، 2004.
- «فلسفة المتكلمين» لـ «ولفسون» – ترجمة وتقديم وتعليق – المجلس الأعلى للثقافة، القاهرة، 2004 (حصل على جائزة رفاعة الطهطاوي في الترجمة، من المركز القومي للترجمة، القاهرة 2009).
- «الشكوك على جالينوس» لأبي بكر الرازي تحقيق وتقديم ودراسة، دار الكتب المصرية، 2005.
- تقديم ودراسة لكتاب يوليوس فلهوزن «تاريخ الدولة العربية» ترجمة محمد عبد الهادي أبو ريدة، المجلس الأعلى للثقافة، 2005.
- تقديم ودراسة «لنهج البلاغة» للإمام علي بن أبي طالب، سلسلة الذخائر، الهيئة العامة لقصور الثقافة، 2005.
- تقديم ودراسة لكتاب «مختصر ترجمة مشاهير قدماء الفلاسفة» لديوجين لايرتيوس، ترجمة عبد الله حسين، المجلس الأعلى للثقافة بالقاهرة، 2006.
- «ابن خلدون في دراسات عصرية»، بالاشتراك، دار الكتب المصرية ،2006.
- مقدمة ابن خلدون، تحقيق- دار الكتب المصرية.
- «كتائب السموم» لجابر بن حيان، تحقيق ودراسة (بالاشتراك)، دار الكتب المصرية، (تحت الطبع).
- " أنوار من فيض تفسير الإمام محمد عبده لسورة الفاتحة وجزء عم، سلسلة الذخائر، الهيئة العامة لقصور الثقافة، 2007.
- " تقديم ودراسة لكتاب أرسطوطاليس" الكون والفساد"، ترجمة أحمد لطفي السيد، المركز القومي للترجمة، 2007.
- «تصنيف العلوم عند العرب- الفارابي نموذجاً» (دراسة لكتاب إحصاء العلوم للفارابي، كلية الآداب – جامعة القاهرة، 2008).
- تقديم ودراسة لكتاب «وجهة الإسلام لهاملتون جب»، ترجمة محمد عبد الهادي أبو ريدة، المركز القومي للترجمة، 2009.
- تقديم ودراسة لكتاب «تاريخ الفلسفة في الإسلام» لدي بور، ترجمة محمد عبد الهادي أبو ريدة، المركز القومي للترجمة، 2009.
- «فلسفة محي الدين ابن عربي الصوفية لأبي العلا عفيفي»، ترجمة وتقديم، المركز القومي للترجمة، 2009.
- «دراسات تطبيقية في الترجمة»- المركز القومي للترجمة، 2009.
- تقديم ودراسة لكتاب آدم متز «الحضارة الإسلامية في القرن الرابع الهجري»، ترجمة محمد عبد الهادي أبو ريدة، المركز القومي للترجمة، 2009.
- تقديم ودراسة لكتاب محمد إقبال «تجديد التفكير الديني في الإسلام»، الهيئة المصرية العامة للكتاب، 2010.
- «نظرات في فكر الإمام محمد عبده»، الهيئة المصرية العامة للكتاب،2010.
- «إبحار لنص هيلنستي مجهول في الثقافة العالمية»– ضمن الكتاب التذكاري المهدي إلي الدكتور حمدي إبراهيم- مركز اللغات الأجنبية والترجمة التخصصية بجامعة القاهرة 2011.
- «موجز تاريخ الفلسفة اليونانية» لجوليا أناس- ترجمة، دار الشروق 2011.
- تقديم ودراسة لكتاب ديشامب «الديانات في أفريقيا السوداء»، المركز القومي للترجمة، 2011.
- تقديم لكتاب«أيام في أمريكا» للدكتور زكي نجيب محمود، الهيئة العامة لكتاب بالقاهرة، 2011.
- تقديم ودراسة لكتاب جورج سارتون «مقدمة لتاريخ العلم»، المركز القومي للترجمة، 2011 .
- تقديم ودراسة لكتاب ألدومييلي «تاريخ العلم العربي»، المركز القومي للترجمة، 2012.
- تقديم ودراسة لكتاب فارنجتن «العلم الإغريقي»، المركز القومي للترجمة ،2012.
- مراجعة ترجمة كتاب أ. شافلر«عوالم الصدق»، ترجمة فاطمة إسماعيل، المركز القومي للترجمة، 2012.
- «منصور فهمي رائد الوعي المصري» تقديم ودراسة ومراجعة لكتاب «من تراث منصور فهمي»، دار الكتب المصرية، 2012.
- مراجعة ترجمة موسوعة أكسفورد «في البلاغة» (بالاشتراك)، المركز القومي للترجمة، القاهرة 2012.
- مراجعة ترجمة كتاب «العلم والفرضية» للاري لاودن، ترجمة فاطمة إسماعيل، المركز القومي للترجمة 2014.
- «التصور الإسلامي للطبيعة – مرحلة التأسيس»، الهيئة العامة لقصور الثقافة، 2015.
- «الفلسفة اليهودية»، منشورات جامعة القاهرة، 2014.

## الجوائز العلمية والأوسمة
- جائزة البحوث العلمية المتميزة – من كلية الآداب – جامعة القاهرة عام 1974 عن كتاب «الكيمياء عند العرب».
- جائزة مصطفى عبد الرازق في الفلسفة الإسلامية – من كلية الآداب – جامعة القاهرة عام 1983.
- جائزة زكي نجيب محمود - في مناهج البحث وفلسفة العلوم – من كلية الآداب- جامعة القاهرة عام 1983.
- جائزة «المنظمة الإسلامية للعلوم الطبية» من مؤسسة التقدم العلمي بالكويت عام 1994.
- وسام «فارس النظام الوطني» من رئيس جمهورية تشاد عام 1999.
- شهادة تقدير من وزارة الخارجية المصرية، عام 1999.
- شهادة تقدير من وزارة الخارجية الهندية، وجامعة الدول العربية، عام2008.
- جائزة رفاعة الطهطاوي في الترجمة–المركز القومي للترجمة بمصر، 2009.

## الجمعيات والنشاط العلمي
- عضو الجمعية الفلسفية المصرية.
- عضو لجنة معجم مصطلحات الفلسفة الإسلامية بالمجلس الأعلى للثقافة.
- عضو لجنة الفلسفة بالمجلس الأعلى للثقافة.
- عضو الجمعية الدولية لفلسفة العصور الوسطى.
- عضو مجمع اللغة العربية بالقاهرة.
- عضو شعبة الثقافة بالمجالس القومية المتخصصة.
- عضو لجنة الفلسفة والأديان بمكتبة الإسكندرية.
- عضو اللجنة الاستشارية بالمركز القومي للترجمة.
- مشرف على سلسلة «ميراث الترجمة» بالمركز القومي للترجمة.
- عضو مجلس إدارة مركز التراث العلمي بجامعة القاهرة.
- عضو مجلس إدارة مركز اللغات الأجنبية والترجمة التخصصية بجامعة القاهرة.
- عضو الجمعية التاريخية المصرية.
- عضو الجمعية المصرية لنشر المعرفة والثقافة العالمية (فرانكلين سابقاً).
- نائب رئيس تحرير مجلة «لوجوس» التي يصدرها مركز اللغات الأجنبية والترجمة التخصصية بجامعة القاهرة.
- عضو اللجنة العليا للنشر بالهيئة المصرية العامة للكتاب.
- عضو مكتبة الأسرة، بالهيئة العامة للكتاب.
- رئيس تحرير مجلة «الفكر المعاصر» بالهيئة المصرية العامة للكتاب.
- عضو هيئة تحرير مجلة «كلية الآداب، جامعة القاهرة».
- عضو هيئة تحرير مجلة «الفلسفة والعصر» بالمجلس الأعلى للثقافة بالقاهرة.
- عضو لجان فحص جوائز الدولة التشجيعية والتفوق والتقديرية.
- عضو لجنة التراث العلمي، بدار الكتب المصرية.
- التدريس بجامعة السلطان قابوس بُعمان، 1989-1991.
- التدريس بجامعة انجامينا – تشاد 1994-1999.
- أستاذ زائر بجامعة مدريد الإسبانية – الفصل الدراسي الأول، 2009.
- أستاذ زائر بجامعة نور مبارك الإسلامية بجمهورية كازاخستان ، الفصل الدراسي الأول 2013.

إلى جانب الإشراف العلمي ومناقشة العديد من رسائل الماجستير والدكتوراه بكلية الآداب –جامعة القاهرة، وكلية دار العلوم جامعة القاهرة، وكلية الآداب جامعة أسيوط، وكليتي أصول الدين بجامعة الأزهر بالقاهرة وطنطا، وكلية الدراسات الإسلامية والعربية بجامعة الأزهر، ومعهد الدراسات العربية بالقاهرة، وكلية البنات جامعة عين شمس، وكلية الآداب جامعة عين شمس، وكلية الآداب جامعة المنوفية، وكلية الآداب جامعة الإسكندرية.
الاشتراك في فحص الإنتاج العلمي لترقية الأساتذة والأساتذة المساعدين، وفي معادلة درجات الماجستير والدكتوراه بالمجلس الأعلى للجامعات، في تخصص الفلسفة، التي تمنحها الجامعات العربية والأجنبية.

## وفاته
اكتشف الدكتور مصطفى لبيب عبد الغنى إصابته بسرطان الرئة عام 2014، واشتد عليه المرض حتى المنية في القاهرة 28 مارس 2016 بعد صراع مع المرض.